# Le Moustier
Le Moustier je archeologické naleziště sestávající ze dvou skalních přístřešků. Nachází se v Peyzac-le-Moustier, vesnici ležící ve francouzské departmentu Dordogne. V roce 1908 zde byla nalezena kompletní kostra Homo neanderthalensis. Po tomto nalezišti je pojmenována i kamenná industrie ze středního paleolitu, moustérien. Jako první vykopali pozůstatky této kamenné industrie již v roce 1860 Angličan Henry Christy a Francouz Édouard Lartet. V roce 1979 byl Le Moustier zapsán na seznam světového dědictví UNESCO spolu s dalšími blízkými archeologickými nalezišti pod souhrnným názvem Pravěká naleziště a zdobené jeskyně údolí Vézère.

## Zeměpisná poloha
Stupňovitý skalní výběžek z vápence ze svrchního turonu a spodního coniaka se nachází v bezprostřední blízkosti vesnice, pouhých 100 metrů severně od kostela. Na tomto skalnatém výběžku se nacházejí dvě hlavní naleziště, horní terasa osídlená v období moustérienu a o 15 metrů níže na úrovni údolí Vézère ležící dolní terasa.
Na svahu na pravé straně Vézère, asi 500 metrů jihozápadně od Le Moustier, byla ze skály erodována jiná skalní stěna, ve který byly nalezeny dvě další pravěké lokality (Le Ruth a Cellier).

## Naleziště
První vykopávky provedli v roce 1860 Édouard Armand Lartet a Henry Christy. Objevily hrubě opracované kamenné nástroje, které byly označeny jako moustiéren. Později Gabriel de Mortillet přijal tento název pro označení jednoho období paleolitu. Mezi archeology kopajícími na této lokalitě na počátku 20. století patřili Maurice Bourlon, Otto Hauser a Denis Peyrony.

### Le Moustier 1
Švýcarský archeolog zabývající se pravěkem Otto Hauser jako první pracoval v roce 1907 v dolním skalním přístřešku. V roce 1908 zde byla objevena kostra mladého neandrtálce. Dne 12. srpna 1908 bylo zahájeno její vyzvednutí devítičlennou skupinou odborníků, vedenou vratislavským antropologem Hermannem Klaatschem. Nález byl zpočátku označován jako Homo moustériensis Hauseri. Kostra byla spolu s další kostrou objevenou Hauserem v roce 1909 v Combe-Capelle, prodána Královskému etnologickému muzeu za sumu 160 tisíc zlatých marek, přičemž samotná kostra z Le Moustier stála 110 tisíc zlatých marek. Hauserovi se tuto částku podařilo získat i díky solventnímu zájemci z USA, který měl o kostry také zájem.

#### Lebka
Stáří kostry známé jako "Le Moustier" se odhaduje na přibližně 45 000 let. Mezi charakteristické rysy této kostry patří velká nosní dutina a poněkud méně vyvinutý nadočnicový oblouk a týlní hrbolek, než by se dalo očekávat u kostry juvenilního jedince.
Po svém objevení byla lebka nejméně čtyřikrát rozebrána, odlita a rekonstruována. Během tohoto procesu utrpěla lebka značné škody. Například poté, co byla prodána do Etnologického muzea v Berlíně, zlomil zubař alveolární kost, aby se dostal k zubům. Později byla poškozena při spojeneckém bombardování Berlína během druhé světové války. Budova Gropiusbau, ve které se kostra nacházela, byla na konci druhé světové války vybombardována, přičemž shořely velké části postkraniálního skeletu. Dochované kosterní části byly prozkoumány až v 70. letech 20. století. V té době jich bylo ještě 13. Lebka byla však ve válečném období uchovávána zvlášť jako nenahraditelný poklad. Po válce ji rudá armáda odvezla s dalšími sbírkami do Sovětského svazu. Ten její zbytky v roce 1958 vrátil Německé demokratické republice. Rozpoznána však byla až v roce 1965 zaměstnancem muzea, který ji identifikoval na základě starých ilustrací. Lebce tak chybí mnoho částí, zuby jsou slepené ve špatné poloze a je ponořena do lepidla, pokryta lakem a natřena sádrou. V důsledku těchto zásahů je její vědecká hodnota značně snížená.

#### Kamenné nástroje
Studium artefaktů nalezených v Le Moustier odhalilo použití lepidla vyrobeného ze směsi okru a živice. Lidé ve středním paleolitu použili toto lepidlo k výrobě rukojetí u kamenných nástrojů určených k řezání a škrábání. Pokusy vědců ukázaly, že hmota je dostatečně lepivá, aby se v ní mohl zaseknout malý kamenný nástroj a hmota tak mohla sloužit jako rukojeť, ale zároveň není natolik lepivá, aby ušpinila ruce. To předpokládá u výrobců znalost obou materiálových charakteristik a to, že kombinací těchto látek vznikne nový materiál. Navíc obě složky, okr i živice, musely být shromážděny z různých ložisek, která ležela daleko od sebe. To vyžadovalo plánování a předvídavost, aby bylo možné patřičně optimalizovat pazourkové břity.

### Le Moustier 2
Kosti neandrtálského dítěte objevené v roce 1910 Denisem Peyronym se zapsaly do historie jako šťastný nález. Krátce poté, co byla kostra představena veřejnosti, se však mělo za to, že nevysvětlitelně zmizela na cestě do Paříže, kde měla být prozkoumána. Až v roce 2002 se francouzskému antropologovi podařilo znovu vysledovat tuto kostru, kterou objevil v Musée National de Préhistoire v Les Eyzies-de-Tayac-Sireuil.

## Horní skalní přístřešek
Horní, 4 metry vysoká jeskyně, se nachází na druhé terase asi 15 metrů nad hladinou řeky. Podrobně ji v roce 1930 prostudoval Denis Peyrony, který publikoval její velmi přesný popis. Sedimentární sekvence obsahovala moustérien na tradici acheuléenu, typický moustérien a spodní a střední aurignacien. Původně byla jeskyně zcela zaplněna sedimentem, ale její horní část byla vyčištěna.

## Dolní skalní přístřešek
Nálezy obou koster pocházejí z přibližně 7 metrů vysoké suti, kterou vytvořila řeka Vézère. Sekvence sedimentů je rozdělena do dvanácti vrstev (A až L). Základní vrstvy A až C tvoří pouze říční písky, štěrky a jíly. Říční sedimenty vrstvy D obsahují rozvinuté nástroje z pazourku. Moustérien se poprvé objevuje ve vrstvě F. Následuje moustérien na tradici acheuléenu ve vrstvě G. Vrstvy H a I jsou písčité a opět obsahují rozvinuté nástroje z pazourku. Typický moustérien se nachází ve vrstvě J, ve které byly objeveny i obě kostry. Novorozenec byl pohřben ve vrstvách H až J. Ve vrstvě K se nachází artefakty z moustérienu a châtelperronienu. Ve vrstvě L jsou pozůstatky ze středního aurignacienu.
François Bordes a Maurice Bourgon na této sekvenci sedimentů testovali své typologické charakterizační schéma. H. Laville a Jean Philippe Rigaud v roce 1969 zrevidovali a zpřesnili stratigrafické informace této lokality. V oblasti spodního přístřešku bylo provedeno mnoho radiometrických měření pomocí termoluminiscence a elektronové paramagnetické rezonance. Stáří lokality se tak pohybuje mezi 56 000 a 40 000 lety před současností.

## UNESCO
Již v roce 1910 z Peyronyho iniciativy se lokalita Le Moustier stala majetkem francouzského státu. Od roku 1979 jsou tyto dva skalní přístřešky spolu s dalšími pravěkými nalezišti a jeskyněmi zapsány na seznamu světového dědictví UNESCO pod názvem Pravěká naleziště a zdobené jeskyně údolí Vézère.

## Fotogalerie

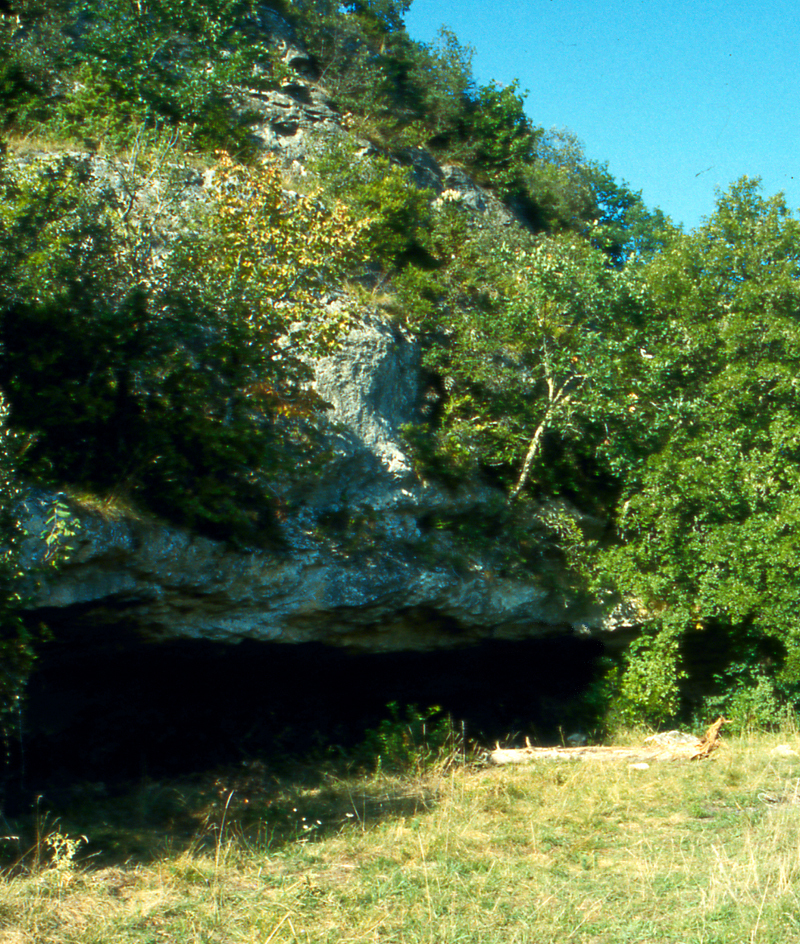
Horní skalní přístřešek
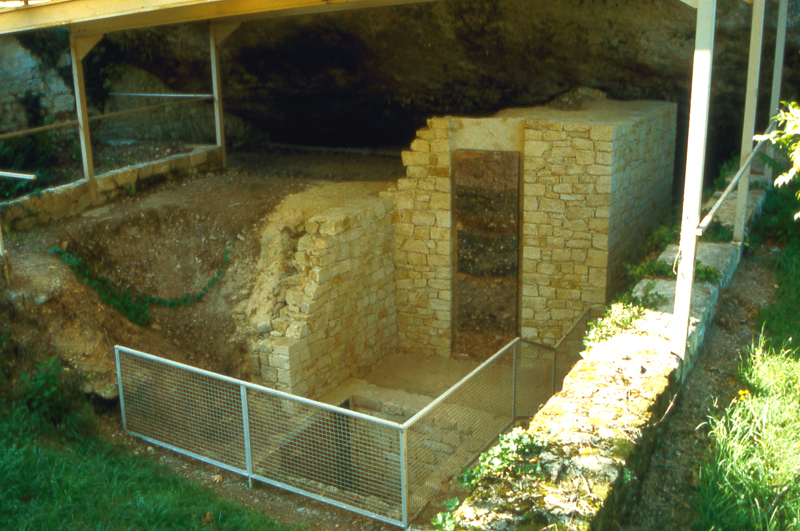
Dolní skalní přístřešek
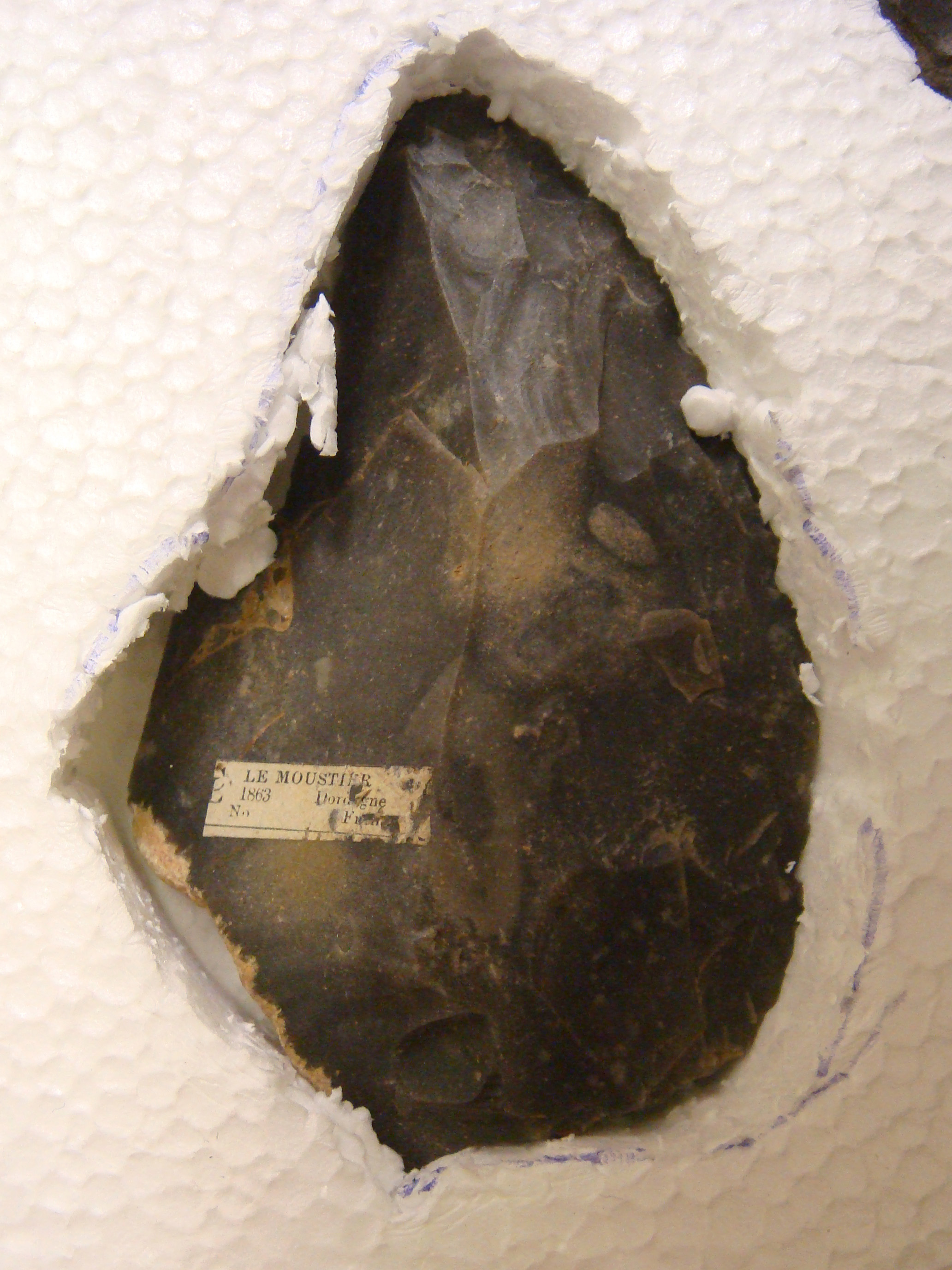
Pazourková ruční sekera, objevená v roce 1863, Britské muzeum
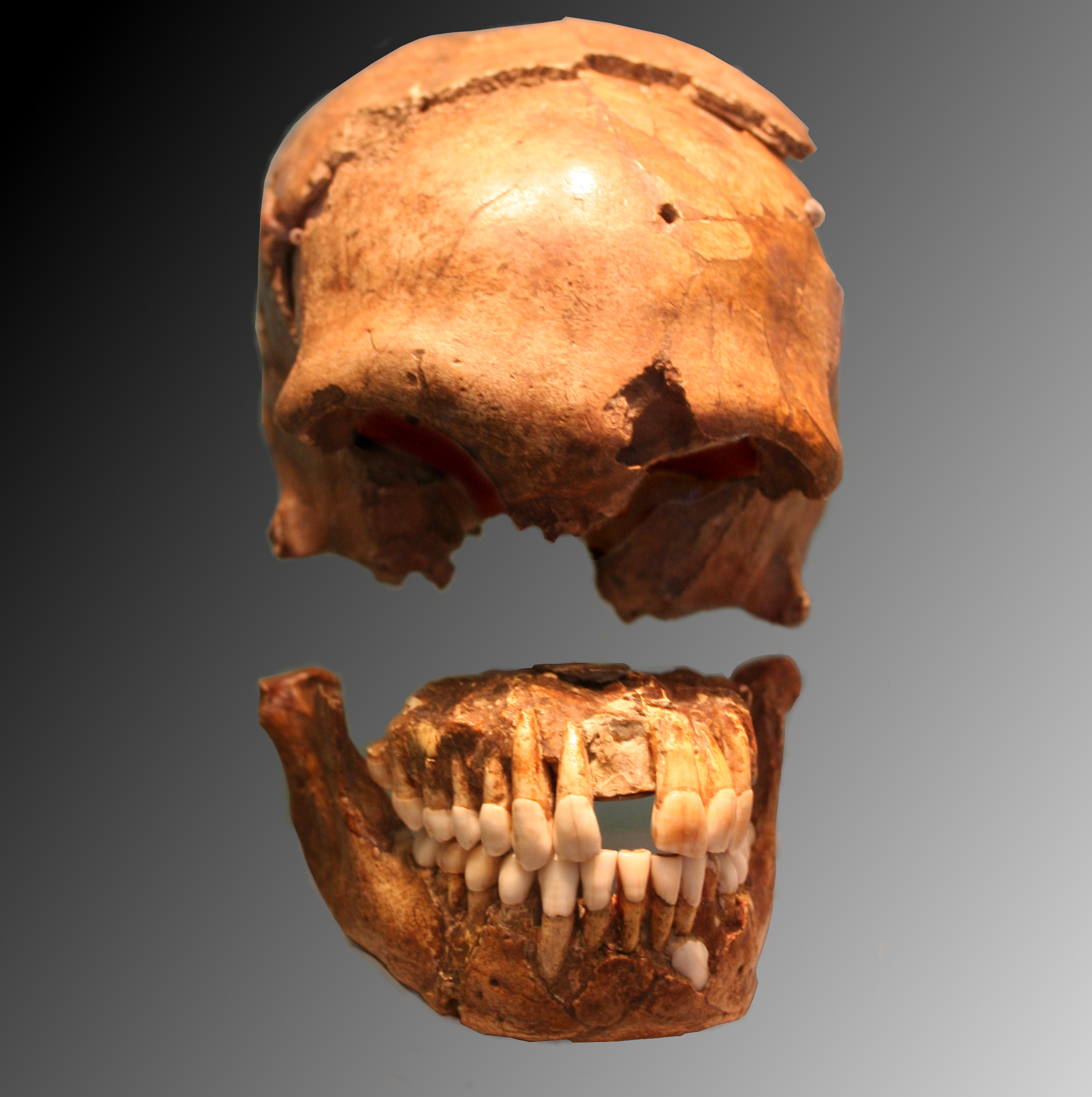
Lebka, Nové muzeu, Berlíně
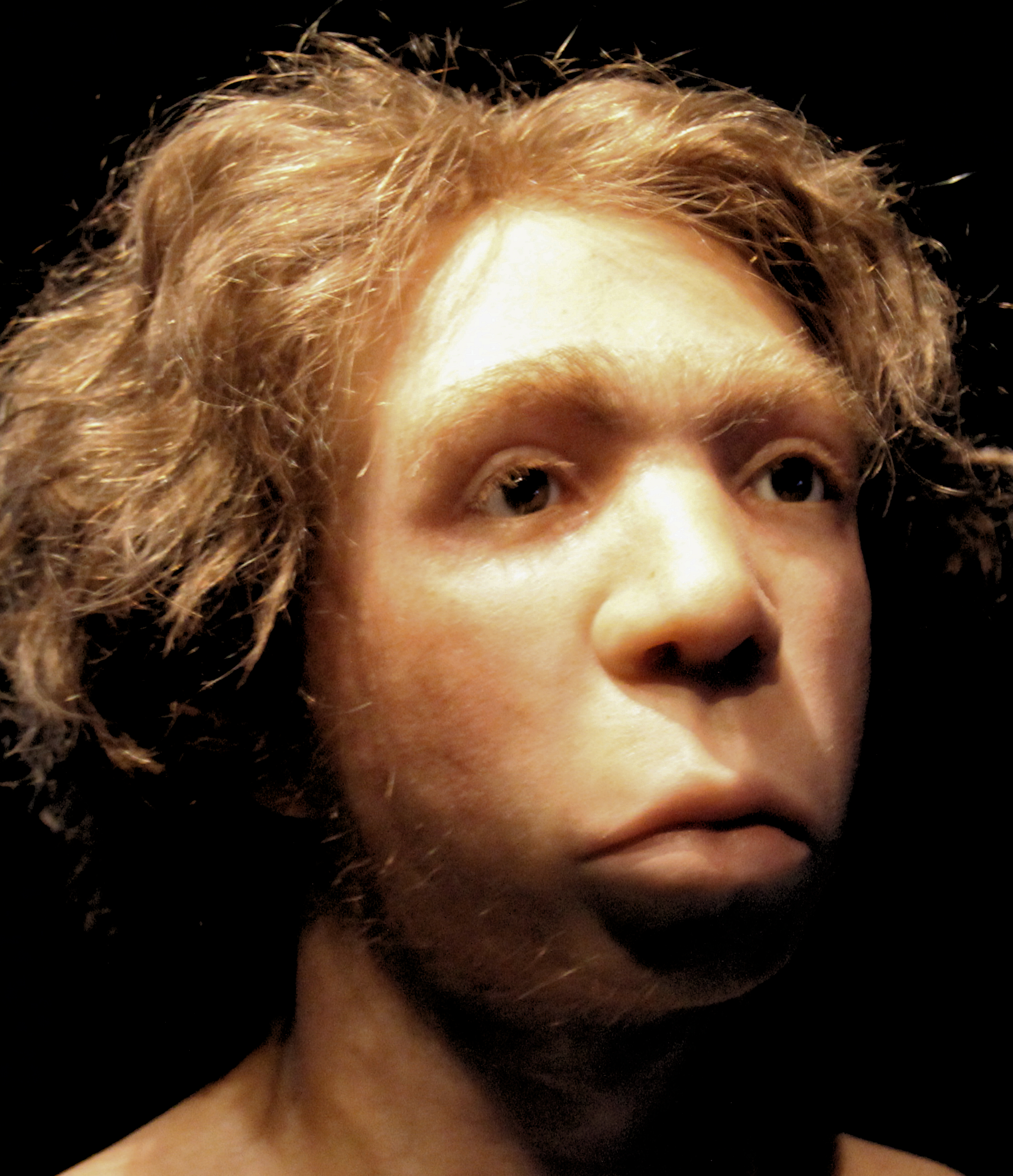
Obličejová rekonstrukce, Nové muzeum, Berlín
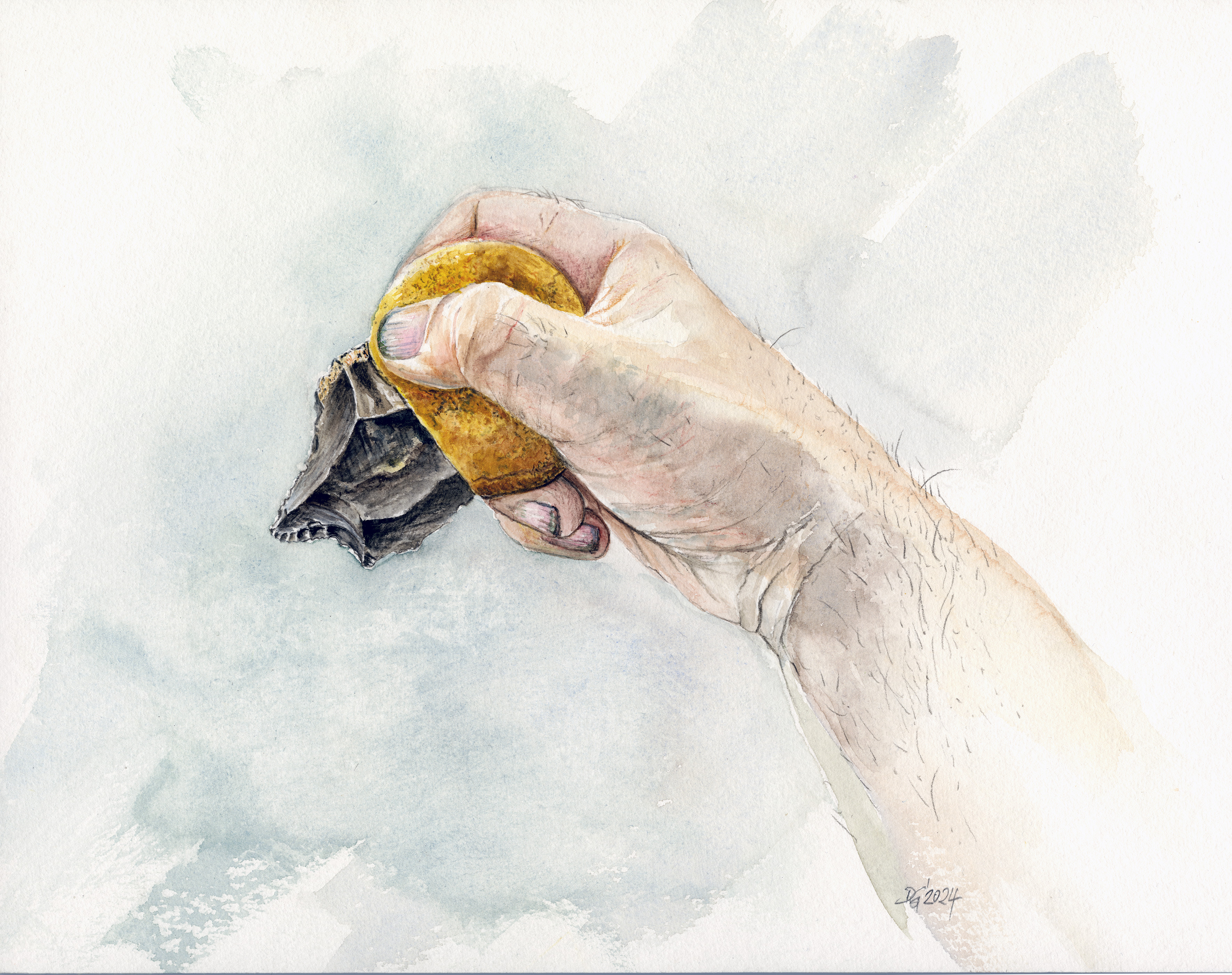
Rekonstrukce pazourkové čepele nalezené v Le Moustier s okro-živcovou rukojetí a způsob jak mohla být využívána